# University
|  | Per a altres significats, vegeu «University (comtat d'Orange)». |

University és una concentració de població designada pel cens dels Estats Units a l'estat de Florida. Segons el cens del 2000 tenia 30.736 habitants.

## Demografia
Segons el cens del 2000, University tenia 30.736 habitants, 13.623 habitatges, i 5.748 famílies. La densitat de població era de 3.066,5 habitants/km².
Dels 13.623 habitatges en un 24,9% hi vivien nens de menys de 18 anys, en un 18,1% hi vivien parelles casades, en un 18,4% dones solteres, i en un 57,8% no eren unitats familiars. En el 41,7% dels habitatges hi vivien persones soles el 7,1% de les quals corresponia a persones de 65 anys o més que vivien soles. El nombre mitjà de persones vivint en cada habitatge era de 2,12 i el nombre mitjà de persones que vivien en cada família era de 2,96.
Per edats la població es repartia de la següent manera: un 22,8% tenia menys de 18 anys, un 22,1% entre 18 i 24, un 32,5% entre 25 i 44, un 12,1% de 45 a 60 i un 10,5% 65 anys o més.
L'edat mediana era de 27 anys. Per cada 100 dones de 18 o més anys hi havia 94,8 homes.
La renda mediana per habitatge era de 22.090 $ i la renda mediana per família de 24.094 $. Els homes tenien una renda mediana de 22.419 $ mentre que les dones 20.219 $. La renda per capita de la població era de 13.417 $. Entorn del 24,8% de les famílies i el 31,3% de la població estaven per davall del llindar de pobresa.

## Poblacions més properes
El següent diagrama mostra les poblacions més properes.